# 258 a.C.

## Eventos
- Aulo Atílio Calatino e Caio Sulpício Patérculo, cônsules romanos.
- Sétimo ano da Primeira guerra púnica:
  - Batalha naval de Sulci: vitória romana.
  - Romanos capturam Mitistrato
  - Romanos retomam Enna e Camarina
  - Fracasso no cerco a Panormo (Palermo)